# Ranoidea maini
Ranoidea maini là một loài ếch thuộc họ Pelodryadidae.
Đây là loài đặc hữu của Úc.